# Endomychus atripes
Endomychus atripes es una especie de coleóptero de la familia Endomychidae.

## Distribución geográfica
Habita en el Tíbet.